# André Mattos
Pour les articles homonymes, voir Mattos.
André de Mello Tavares de Mattos, plus connu sous le nom de scène d'André Mattos, né à Rio de Janeiro le 8 octobre 1961, est un acteur brésilien de télévision et de cinéma, ainsi qu'un humoriste.

## Filmographie
- 2016 : Pelé : Naissance d’une légende (Pelé: Birth of a Legend) de Jeff Zimbalist et Michael Zimbalist : l'entraineur du FC Santos